# Dòlar surinamès
El dòlar de Surinam (en neerlandès Surinaamse dollar o, simplement, dollar) és la moneda oficial de Surinam. El codi ISO 4217 és SRD, i en ser una moneda tan recent aquesta és l'única abreviació utilitzada al país, on no s'usa el símbol general del dòlar, $. Se subdivideix en 100 cèntims o centen (en singular cent).
El dòlar de Surinam fou establert l'1 de gener del 2004 en substitució del florí de Surinam (SRG) a raó de 1.000 florins per dòlar.

## Monedes i bitllets

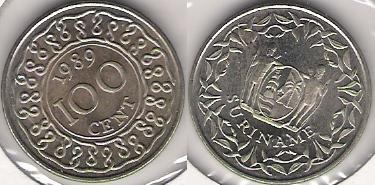
Moneda de 100 cèntims de florí del 1989, en ús actualment com a cent cèntims de dòlar, per tant equivalent a un dòlar

Emès pel Banc Central de Surinam (Centrale Bank van Suriname), en circulen monedes d'1, 5, 10, 25, 100 i 250 cèntims (la moneda de 5 cèntims és quadrada, a diferència de la resta, que són circulars), i bitllets d'1, 2½, 5, 10, 20, 50 i 100 dòlars.
Cal destacar un parell de fets curiosos pel que fa a les monedes: 
- les denominacions poc usuals de 100 i 250 cèntims, és a dir 1 dòlar i 2 dòlars i mig, que també estan representades en paper;
- tota la sèrie de monedes és la mateixa que la de la unitat monetària anterior, el florí; és a dir, les antigues monedes de cèntim de florí foren declarades de valor legal com a cèntims de dòlar, sense necessitat d'haver-ne d'encunyar de noves. Així, per exemple, una antiga moneda de 250 cèntims, que valia dos florins i mig, ara val dos dòlars i mig, és a dir mil vegades més.

## Taxes de canvi
- 1 EUR = 3,51 SRD (21 de novembre del 2008)
- 1 USD = 2,78 SRD (21 de novembre del 2008)